# Siriuskogel (kulle i Österrike)
Siriuskogel är en kulle i Österrike.   Den ligger i distriktet Gmunden och förbundslandet Oberösterreich, i den centrala delen av landet, 210 km väster om huvudstaden Wien. Toppen på Siriuskogel är 469 meter över havet.
Terrängen runt Siriuskogel är kuperad söderut, men norrut är den bergig. Närmaste större samhälle är Bad Ischl, 1,2 km norr om Siriuskogel. 
I omgivningarna runt Siriuskogel växer i huvudsak blandskog. Runt Siriuskogel är det ganska tätbefolkat, med 70 invånare per kvadratkilometer.